# Vereinigung „Gemeinschaft Domenico Tardini“
Die Vereinigung „Gemeinschaft Domenico Tardini“ (italienisch Associazione „Comunità Domenico Tardini“, englisch „Comunità Domenico Tardini“) ist eine vom Päpstlichen Rat für die Laien anerkannte Vereinigung von Gläubigen in der römisch-katholischen Kirche. Sie wurde 1980 gegründet und trägt den Namen von Kardinal Domenico Tardini (1888–1961). Ihr angeschlossen ist die Stiftung „Villa Nazareth“.

## Geschichte
Auf Grundlage des sozialen und christlichen Gedankengutes von Domenico Tardini genehmigte Papst Johannes XXIII. (1958–1963) mit einem Motu proprio vom 13. Januar 1963 die Gründung „Heilige Familie von Nazareth“, die auch mit „Villa Nazereth“ bezeichnet wurde. Die erste, in der Villa Nazareth, herangewachsene Studentengeneration hatte 1969 die Inspiration eine Bruderschaft zu gründen. Aber erst 1980 wird eine Vereinigung ins Leben gerufen, die Jugendlichen eine Aufnahme und eine angemessene Ausbildung im Rahmen eines christlichen Lebens eröffnet. Am 24. Mai 2004 erkannte der Päpstliche Rat für die Laien die Vereinigung als eine internationale Vereinigung päpstlichen Rechts an.

## Selbstverständnis
Geistiger Vater und Ideengeber ist Domenico Tardini, ihm lagen insbesondere Kinder am Herzen, denen die materiellen und finanziellen Voraussetzungen fehlten, um in einer geschützten Familie aufzuwachsen. Er sorgte dafür, dass sich Begabte entfalten konnten, die in einer besonderen Berufung zum Apostolat standen. Zum 60-jährigen Bestehen richtet sich Papst Benedikt XVI. (2005–2013) mit einer Ansprache an die Vertreter der Vereinigung und führt aus:

„»Villa Nazareth« ist eine wertvolle Einrichtung, die sich weiterentwickelt durch das eifrige Bemühen der Studenten bei ihrer Ausbildung, durch ihre Eingliederung in das Berufsleben und durch die jungen Familien, die entstehen[…]»Villa Nazareth« hat in den vergangenen 60 Jahren mehrere Generationen von Kindern und Jugendlichen aufgenommen und setzt sich zum Ziel, unter Achtung der menschlichen Freiheit die Intelligenz ihrer Studenten zur Entfaltung zu bringen, darauf ausgerichtet, den Dienst am Nächsten als wahren Ausdruck der christlichen Liebe zu betrachten. »Villa Nazareth« will die jungen Menschen dazu erziehen, den Mut zu Entscheidungen zu haben, in einer für den Dialog offenen Haltung und mit Bezugnahme auf die durch den Glauben gereinigte Vernunft[…]In »Villa Nazareth« könnt ihr erfahren, daß das Wort Gottes aufmerksames Zuhören und ein offenes und reifes Herz verlangt, um in Fülle gelebt zu werden.“

Er schließt mit den Worten:

„Liebe Brüder und Schwestern, meine verehrten Vorgänger bedachten »Villa Nazareth« von Anfang an stets mit großem Wohlwollen: vom Diener Gottes Pius XII. an, unter dem sie entstand, bis hin zum Diener Gottes Johannes Paul II., der euch vor nunmehr zehn Jahren anläßlich des 50jährigen Gründungsjubiläums besuchte. Dieses Wohlwollen der Päpste hat eure geistliche Verbindung mit dem Heiligen Stuhl genährt und muß sie weiterhin nähren. Gleichzeitig verpflichtet euch dieses Band der Wertschätzung und der Liebe, treu in den Spuren jenes großen »Mannes Gottes« zu wandeln, der Kardinal Domenico Tardini war. Durch seine Worte und sein Vorbild ermahnt er euch, besonders einfühlsam, aufmerksam und empfänglich gegenüber den Lehren der Kirche zu sein.“

Der Leitspruch der Vereinigung heißt: „UT SINT UNUM“ und stammt aus dem Johannesevangelium: Jesu bittet für alle Gläubigen: „Alle sollen eins sein…“ (Joh 17,21 ).

## Organisation und Verbreitung
Jährlich wird von der Vereinigung eine „Versammlung“ abgehalten, die gleichzeitig das höchste Organ darstellt. Auf ihr werden Zielsetzungen erarbeitet und beschlossen sowie allgemeine Anweisungen festgelegt. Die „Versammlung“ wählt den Präsidenten, Vizepräsidenten, die Mitglieder des „Rates“ und des Schiedsgerichts. Der Präsident vertritt die Vereinigung nach innen und außen, der Vizepräsident unterstützt ihn bei der Umsetzung und Ausführung der Beschlüsse. Der „Rat“ der die Geschäftsführung er leitet besteht aus dem Präsidenten, dem Vizepräsidenten und zehn Ratgebern. Die Vereinigung ist gleichfalls durch die italienische Regierung als Studentenwohnheim und Universitätskolleg anerkannt. Zum Zwecke der Villa Nazareth wurde eine Stiftung gegründet, diese hat sich verpflichtet den Studenten fachliche Kompetenz, soziale Verantwortung und ein christliches Leben zu vermitteln.

## Stiftung „Villa Nazareth“
Die von der Vereinigung gegründete Stiftung hat ihren Sitz in der „Villa Nazareth“ in Rom, sie leitet die dort beheimatete Unterkunft für Studenten und Studentinnen und unterstützt diese finanziell und materiell während ihres Studiums auf römischen Universitäten…Das Internat bietet auch eine Bibliothek, einen Hörsaal, zwei Konferenzräume, Lesesäle, einen Computer- und Zeichenraum, Unterrichtsräume, Wohnzimmer, Videothek, Musiksaal, Zeitungslesesaal, Fernsehräume, Tischtennis, Sporteinrichtungen wie Turnhalle, Tennis-, Fußball- und Hallenfußballplatz, Grünzonen rund um die Internate, Garten und Kapellen. Folgende Hauptaktivitäten werden organisiert: Orientierung für Hochschulstudenten und für Absolventen, Beratungsdienst, Sprach-, Computer- und Religionskurse, Konferenzen, Tagungen, Arbeitsorientierung, internationale Austausche und Stipendien für einen Auslandsaufenthalt. Es besteht auch die Möglichkeit, an ehrenamtlichen Tätigkeiten teilzunehmen und mit dem Arbeitsmarkt in Kontakt zu kommen.